# Ben Sahar
Ben Sahar (hebräisch בן שׂהר; * 10. August 1989 in Cholon als בן סהר) ist ein israelischer Fußballspieler.
Er besitzt aufgrund der Herkunft seiner Mutter auch die polnische Staatsangehörigkeit.

## Vereinskarriere
Der Stürmer, der zu Beginn seiner Profikarriere als eines der größten Talente Israels galt, stammt aus der Jugend von Hapoel Tel Aviv. Im Jahr 2006 holte der FC Chelsea Sahar nach einem zweimonatigen Probetraining in seine Jugendabteilung. Schnell stieg er in das Reserveteam der Londoner auf und war dort ein fester Bestandteil. Seine Leistungen blieben auch José Mourinho, dem ehemaligen Cheftrainer der ersten Mannschaft, nicht verborgen. Er beorderte Sahar des Öfteren zum Training der Profis. Am 13. Januar 2007 gab Ben Sahar sein Debüt in der Premier League. Gegen Wigan Athletic wurde er in der 82. Minute für Arjen Robben eingewechselt. Er konnte sich im Profiteam jedoch nicht durchsetzen.
Für die Hinrunde der Saison 2007/08 wurde Sahar an die Queens Park Rangers, zu Beginn der Rückrunde der Saison 2007/08 für einen Monat an Sheffield Wednesday und für die Hinrunde der Saison 2008/09 an den FC Portsmouth ausgeliehen.
Zur Saison 2009/10 wechselte er zum RCD Espanyol Barcelona, bei dem er einen Vierjahresvertrag unterschrieb. In der Sommerpause 2010 wurde er für eine Spielzeit für eine Summe von 80.000 Euro an seinen ehemaligen Jugendverein Hapoel Tel Aviv ausgeliehen.
Zur Saison 2012/13 wechselte Sahar zu Hertha BSC in die 2. Bundesliga. Er unterschrieb beim Hauptstadtklub einen Zwei-Jahres-Vertrag bis zum 30. Juni 2014. Seinen Debüttreffer in der 2. Bundesliga erzielte Sahar beim 6:1 gegen den SV Sandhausen.
Nachdem er in der Saison 2013/14 bei Hertha praktisch keine Rolle mehr gespielt hatte, wechselte er im Januar 2014 für ein halbes Jahr auf Leihbasis zum Zweitligisten Arminia Bielefeld.
Zur Saison 2014/15 wechselte er zum niederländischen Erstligisten Willem II Tilburg, 2015 ging er zu Hapoel Be’er Scheva. Mit dieser Mannschaft gewann er seitdem dreimal in Folge die israelische Meisterschaft. 2020 wurde er an APOEL Nikosia verliehen.

## Nationalmannschaftskarriere
Am 7. Oktober 2006 gab Sahar gegen Frankreich sein Debüt in der U-21-Nationalmannschaft Israels. Am 7. Februar 2007 wurde er in einem Freundschaftsspiel der A-Nationalmannschaft Israels gegen die Ukraine eingesetzt. Mit 17 Jahren war er damit der jüngste israelische Nationalspieler aller Zeiten, ehe er durch Gai Assulin abgelöst wurde. Am 28. März 2007 wurde er dann im Qualifikationsspiel gegen Estland spät eingewechselt und schoss kurz darauf mit zwei Toren Israel zum 4:0-Sieg.

## Erfolge
- Englischer Ligapokalsieger: 2007
- Englischer Pokalsieger: 2007
- Israelischer Pokalsieger: 2011
- Deutscher Zweitligameister: 2013
- Israelischer Meister: 2016, 2017, 2018